# Мильд, Ханс
Ханс Ялмар «Тьялле» Мильд (31 июля 1934 — 23 декабря 2007) — шведский футболист, игрок в хоккей с шайбой и хоккей с мячом. В футболе играл на позиции защитника, а в хоккее — нападающего.

## Биография
Мильд дважды выигрывал Аллсвенскан с «Юргорденом» и сыграл 31 матч за национальную сборную Швеции. В 1964 году Мильд получил шведский Золотой мяч как лучший футболист года в стране.
Как хоккеист Мильд играл за «Гёту», «Юргорден» и «Хаммарбю», он шесть раз становился чемпионом Швеции. Ходили слухи, что он имел возможность сменить Ульфа Стернера в «Нью-Йорк Рейнджерс». Он также провёл 63 матча в национальной сборной по хоккею и был в составе команды, завоевавшей серебро на зимних Олимпийских играх 1964 года.
Своё прозвище «Тьялле» Мильд получил в знак сходства с мультипликационным персонажем Тьялле Тварвиггом.
После окончания карьеры он посвятил себя тренерству. Как тренер «Юргордена» он воспитал таких хоккеистов, как Хокан Сёдергрен, Йенс Элинг, Томас Эрикссон и Томми Мёрт.
Сын Ханса Мильда, Хокан (род. 1957), также стал хоккеистом.
Скончался 23 декабря 2007 года.